# Окуловська (муніципальне утворення «Пермогорське»)
Окуловська (рос. Окуловская) — присілок в Красноборському районі Архангельської області Російської Федерації.
Населення становить 4 особи. Входить до складу муніципального утворення Пермогорське сільське поселення.

## Історія
Від 2004 року входить до складу муніципального утворення Пермогорське сільське поселення.

## Населення
| 2010 |
| ---- |
| 4    |